# Топозерка
Топозерка — река в России, протекает по территории Олонецкого района  Карелии. Река берёт начало из Топозера и впадает в Матчозеро.
Длина реки составляет 20 км, площадь водосборного бассейна 158 км².

## Бассейн
К бассейну Топозерки относятся озёра:
- Топозеро (исток Топозерки)
- Прохоженское (бессточное)
- Тедриярви (бессточное)
- Садиярви
- Габаново
- Никоново
- Нурдасъярви
- Ворузъярви

## Данные водного реестра
По данным государственного водного реестра России относится к Балтийскому бассейновому округу, водохозяйственный участок реки — Водные объекты бассейна оз. Ладожское без рр. Волхов, Свирь и Сясь, речной подбассейн реки — Нева и реки бассейна Ладожского озера (без подбассейна Свирь и Волхов, российская часть бассейнов). Относится к речному бассейну реки Нева (включая бассейны рек Онежского и Ладожского озера).
Код объекта в государственном водном реестре — 01040300212102000011754.